# 维托里奥威尼托
维托里奥威尼托（義大利語：Vittorio Veneto）是意大利威尼托大区特雷维索省的一个市镇。总面积82.61平方公里，人口29210人，人口密度353.6人/平方公里（2009年）。国家统计（ISTAT）代码为026092。

## 友好城市
- 巴西南圣卡埃塔诺 1984年
- 義大利菲纳莱利古雷 1998年
- 巴西克里西烏馬 2000年